# Articulation métatarso-phalangienne
Les articulations métatarso-phalangiennes sont les cinq articulations reliant le métatarse aux phalanges du pied.

## Description
Les articulations métatarso-phalangiennes sont cinq articulations cotyloïdes.

## Surfaces articulaires
Les surfaces articulaires sont constituées des têtes des métatarsiens qui répondent aux cavités glénoïdes des extrémités proximales des phalanges proximales du pied.

## Moyens d'union
Les capsules articulaires sont consolidées par deux ligaments collatéraux, un latéral et un médial.
Au niveau plantaire, elles sont renforcées par un ligament plantaire qui avec la capsule complète la cavité glénoïde par sa surface dorsale cartilagineuse.
Un seul ligament métatarsien transverse profond contribue à l'ensemble des articulations.

## Anatomie fonctionnelle
Les mouvements des articulations métatarso-phalangiennes sont la flexion, l'extension, l'abduction, l'adduction et la circumduction.